# Lugoj
Lugoj (ungerska: Lugos, tyska: Lugosch) är en stad (municipiu) i länet Timiș i det historiska landskapet Banatet i västra Rumänien strax öster om Timișoara. Floden Timiș rinner rakt igenom Lugoj. Staden hade 37 700 invånare 2011 varav cirka 7 procent hörde till den ungerska minoriteten.
Skådespelaren Bela Lugosi var född i dåvarande Lugos, som då var en del av kungariket Ungern.

## Orter
Stadskommunen Lugoj omfattar utöver själva staden Lugoj även två närliggande byar:
| Namn               | Folkmängd 2021 |
| ------------------ | -------------- |
| Lugoj (centralort) | 34 462         |
| Măguri             | 703            |
| Tapia              | 285            |